# 伊勢丹

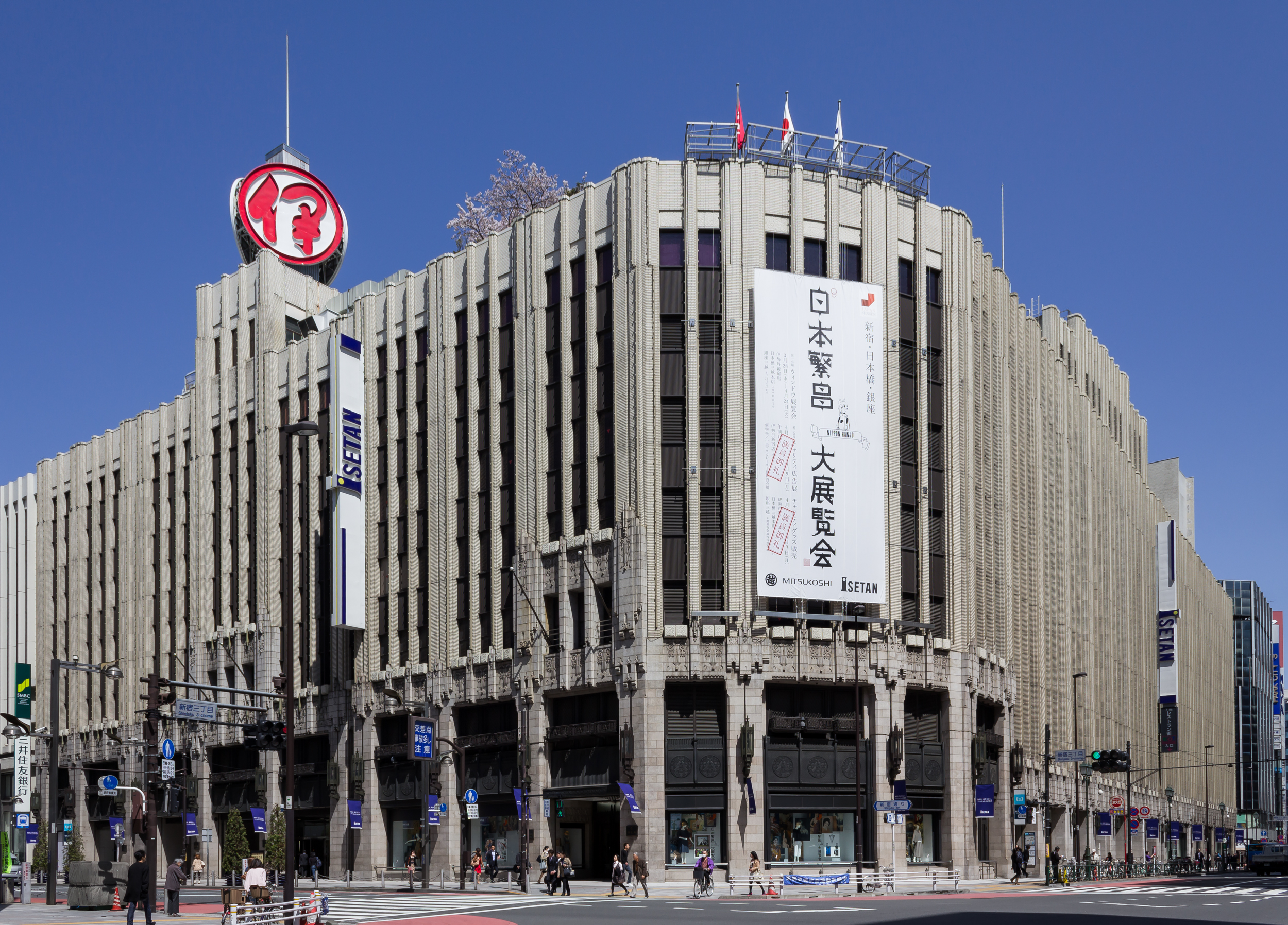
伊勢丹新宿本店

伊勢丹（いせたん、Isetan）是一家日本連鎖百貨公司，由三越伊勢丹控股旗下的株式會社三越伊勢丹負責營運。在日本關東地方、中國和東南亞等地設有分店。

## 概要
伊勢丹最早是一間在1886年創立的和服店。目前包括關係企業在全日本共開設了12間店面，新宿總店的營業額佔了全部的六成一上。伊勢丹的強項是在流行服裝方面，紳士館的成功，打破了日本百貨業界男性服裝銷售狀況不佳的傳統。伊勢丹集團以百貨事業為核心，旗下另有消費金融、金融、零售和其他等四個事業部門，共計37間公司組成伊勢丹集團。整個集團的營業額約7,700億日圓。
創業時就開始使用在圓圈中置入書法字體的「伊」字的商標，之後在1975年、1986年兩次變更過商標。不過創業時期的標誌依然繼續作為公司章使用，同時各店鋪也設置原始標誌的銘板，而新宿總店本館的招牌也是使用最初的標誌。

## 歷史
1886年（明治19年），小菅丹治在神田旅籠町(現東京都千代田區外神田・秋葉原站前)伊勢屋丹治吳服店創業。
1923年（大正12年），關東大震災發生，神田店燒毀。
1924年（大正13年）4月，神田店再建，由座賣制改為陳列販賣，後改百貨店形式。
1930年（昭和5年），株式會社伊勢丹設立，新店決定開設於新宿。
1933年（昭和8年），新宿本店開店；當時附設溜冰場。
1945年（昭和20年），新宿店3樓以上被進駐軍接收。
1953年（昭和28年），全館接收解除。
1968年（昭和43年），「男之新館」開店。
1971年（昭和46年），吉祥寺店開店，株式會社田中屋（現静岡伊勢丹）業務提携。
1974年（昭和49年），松戶店開店。
1975年（昭和50年），小寫字母「isetan」商標開始使用。
1981年（昭和56年），浦和店開店。
1984年（昭和59年），新潟伊勢丹開店。
1986年（昭和61年），開業100周年記念，改用現今商標。
1987年（昭和62年），自社信用卡「伊勢丹i card」導入。1989年（平成元年）3月，巴尼斯紐約多面事業提携（2006年解除合作關係）。1990年（平成2年），JR西日本伊勢丹設立（JR西日本的合併會社）；相模原店開店。1996年（平成8年）7月，加入阪急百貨店之業務提携；府中店開店。1997年（平成9年）9月，JR京都伊勢丹開業。2003年（平成15年），名鐵百貨店、井筒屋支援與業務提携；「男之新館」改名「Mens館」（紳士館）。2004年（平成16年）2月，小倉伊勢丹開業，首次進駐九州。2005年（平成17年），岩田屋連結子會社化、丸井今井支援與業務提携。2006年（平成18年），伊勢丹創業120周年；浦和店開業25周年店舖裝修。2008年（平成20年）4月1日，新公司三越伊勢丹控股成立，按一股伊勢丹換一股三越伊勢丹控股；一股三越可換三股三越伊勢丹控股，並使三越及伊勢丹成為三越伊勢丹控股全資附屬公司；與井筒屋合資的小倉伊勢丹閉店，股權全數讓與井筒屋，伊勢丹百貨撤出北九州，4月1日原址井筒屋COLET新開業。2009年（平成21年）3月，宣布將在JR大阪車站大樓內開設新店鋪，店名為「JR大阪三越伊勢丹」。2010年（平成22年）3月14日，吉祥寺店閉店。

## 店鋪

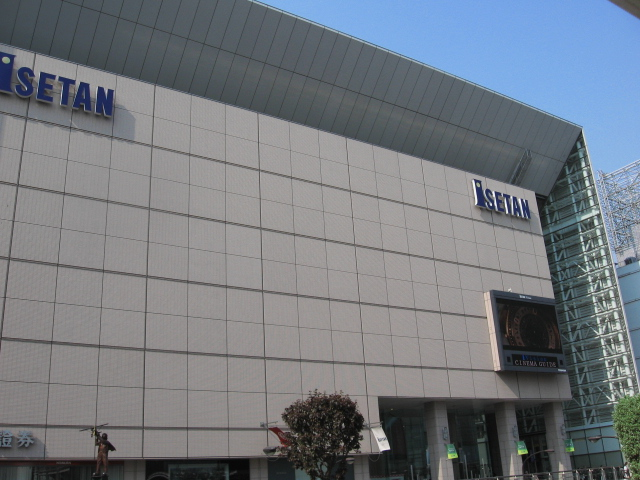
伊勢丹立川店

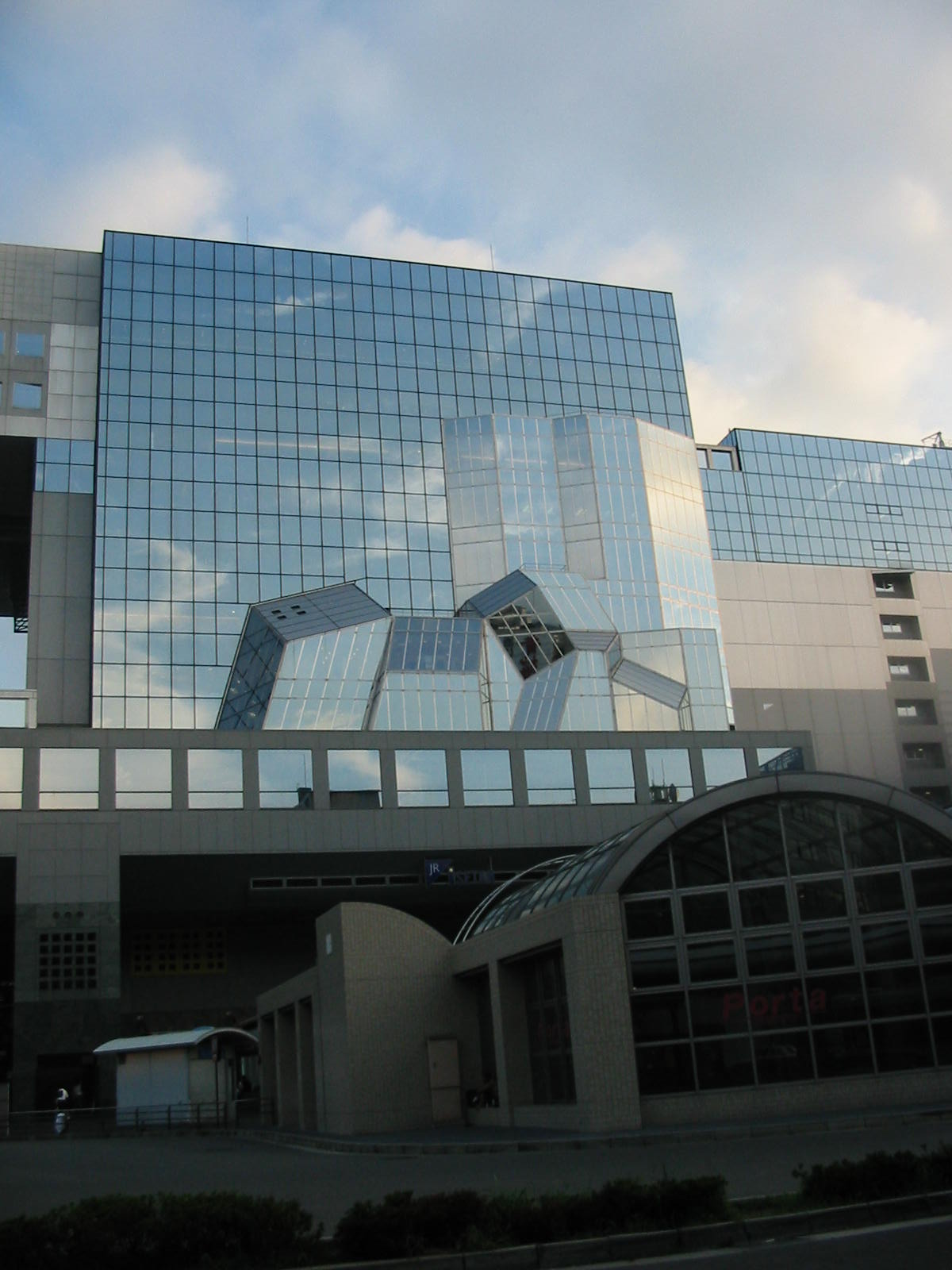
JR京都伊勢丹

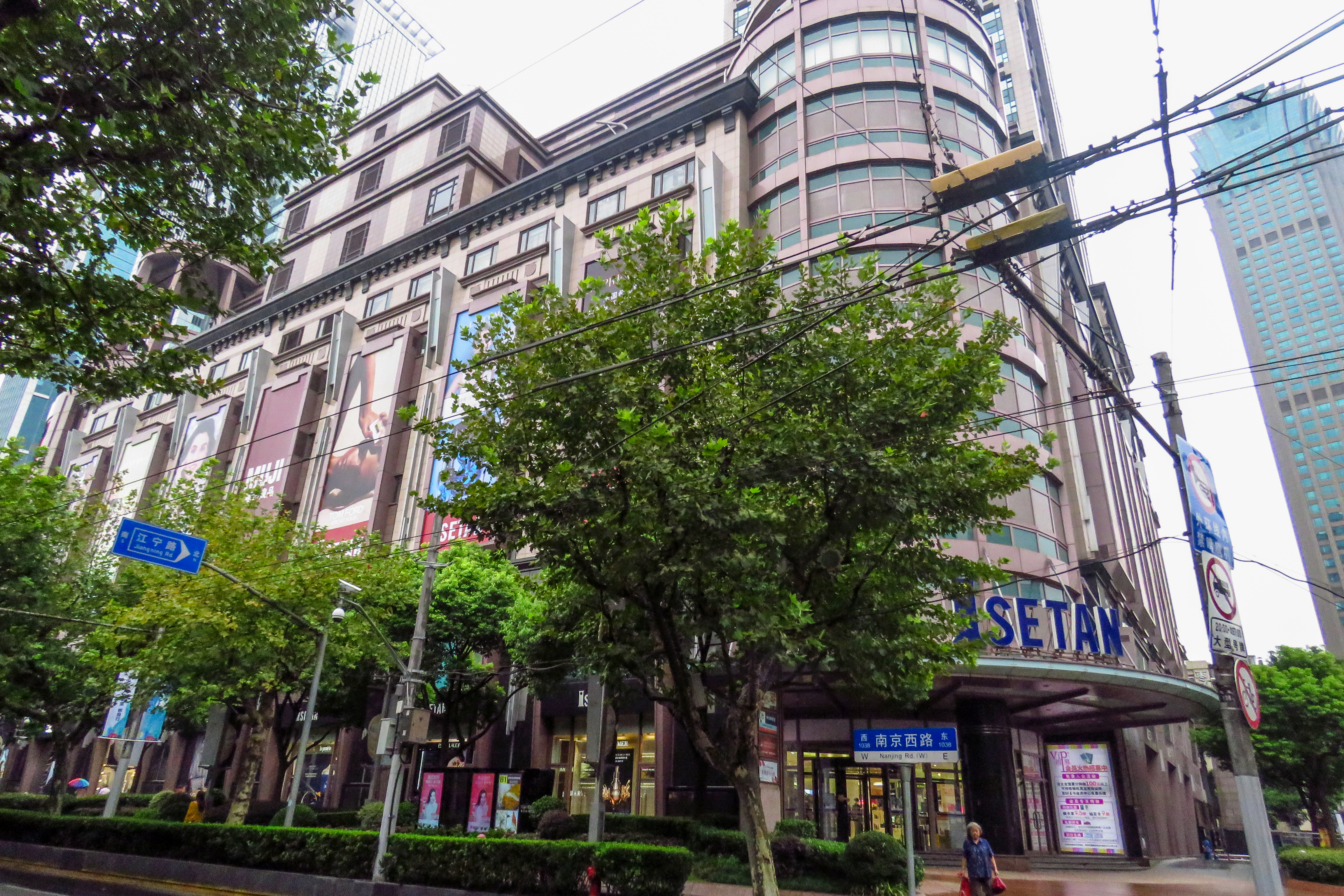
上海梅龙镇伊势丹

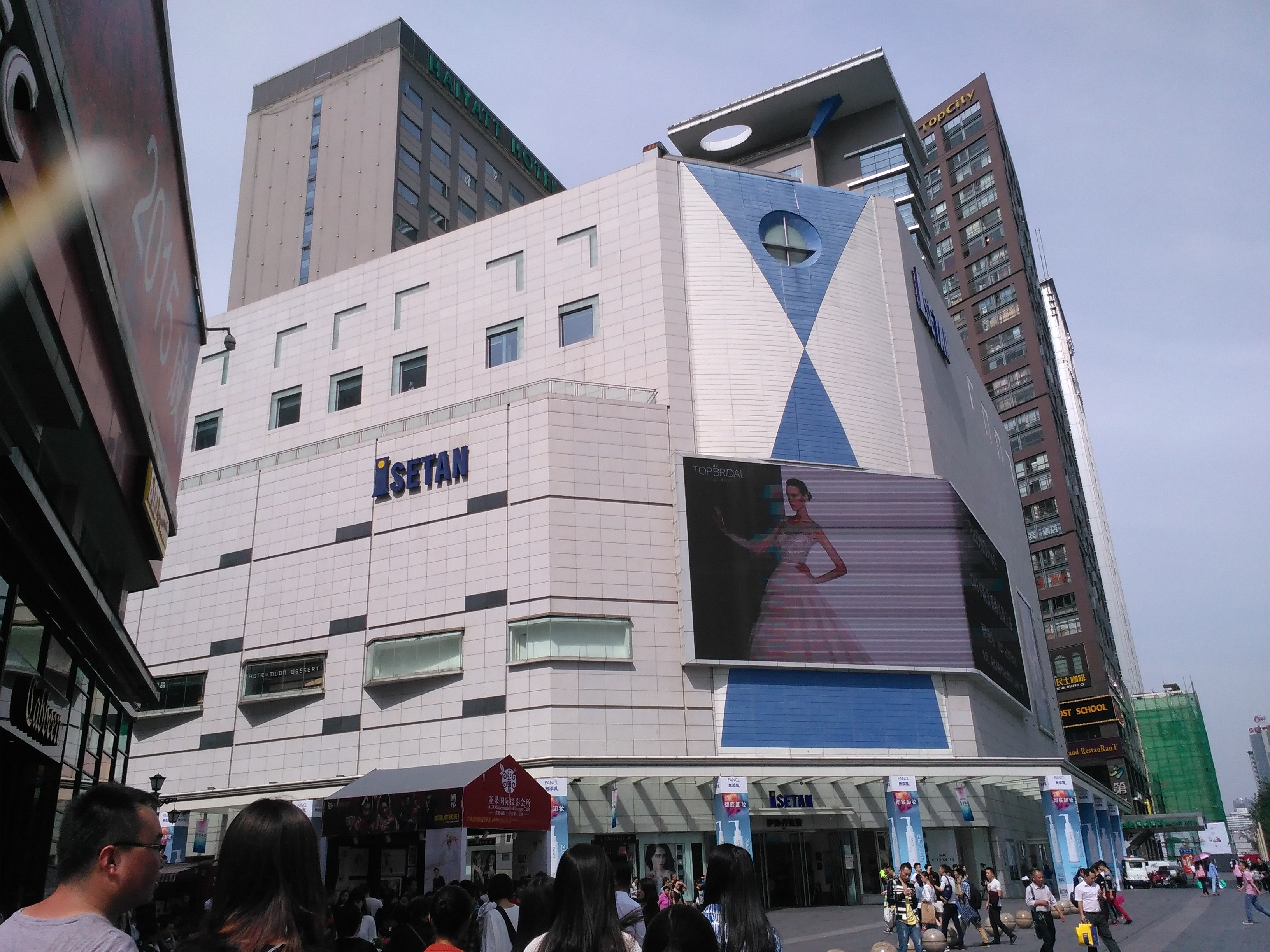
伊势丹百货 - 成都

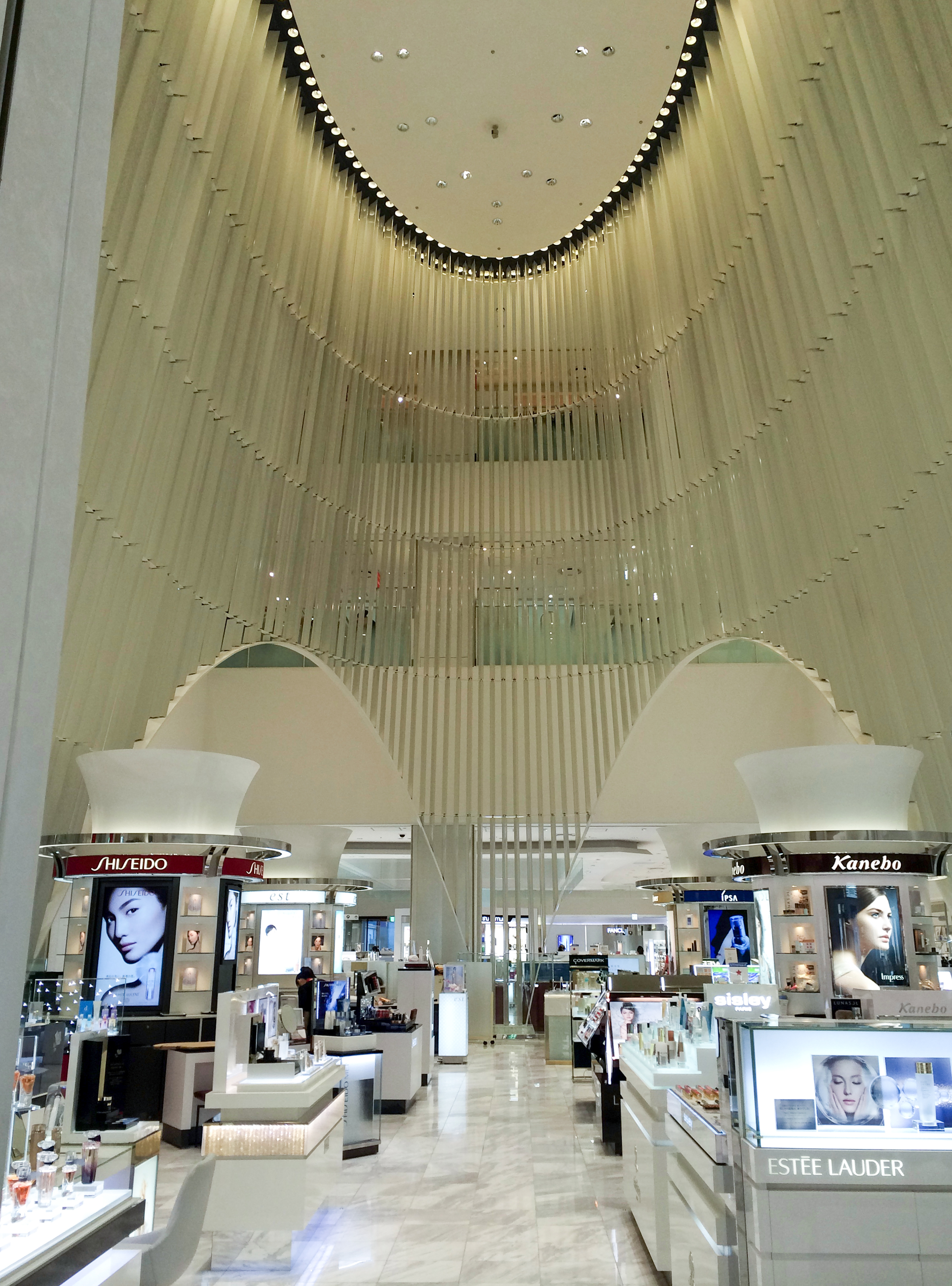
JR大阪三越伊勢丹內貌

目前伊勢丹集團在百貨公司營業方面，共計有13間店鋪（日本國內6間、海外7間）。

### 直營店
目前有3間直營店，全數都分布於日本關東地區。
- 新宿本店（東京都新宿區新宿）

1933年9月28日開幕。是營業額占所有分店總和六成以上的旗艦店（包括郵購事業等店外營業額），在流行服飾方面營收相當出色。分為本館和Men's館（紳士館），兩館合計賣場面積達64,296m²。
- 立川店（東京都立川市）
- 浦和店（埼玉市浦和區）
- 新潟店
- 京都店
- 靜岡店

#### 海外分店
中國大陸
- 天津仁恒伊势丹（天津市南开区东南角）（Yanlord Landmark）

2021年9月30日正式开业，与仁恒置地合资运营，也是伊势丹在中国大陆最新开业之门店，为购物中心业态；将吸收原南京路店所有资源，在首店经济方面營收相當出色，目标是打造"Shopping Museum购物博物馆"。本馆分为A，B，C三馆，其中A，B馆已全面营业。预计在2024年C馆剩余工事完成以后，三馆提供总賣場面積超过12万平方米。
馬來西亞
- 吉隆坡伊勢丹陽光廣場（Suria KLCC）
- 吉隆坡伊勢丹谷中城花园广场（The Gardens, Mid Valley）
- 吉隆坡伊勢丹樂天廣場Lot 10

新加坡
- 新加坡伊勢丹邵氏大厦及邵氏中心（英语：Shaw House and Centre）
- 新加坡伊勢丹淡滨尼广场（英语：Tampines Mall）
- 新加坡伊勢丹Nex广场（英语：Nex, Singapore）

### 已結束營業或合作關係
- 日本
  - 吉祥寺店（東京都武藏野市），2010年3月14日關閉。
  - 府中店（東京都府中市），2019年9月30日關閉。
  - 相模原店（神奈川縣相模原市），2019年9月30日關閉。
  - 松戶店（千葉縣松戶市），2018年3月21日關閉。
  - JR大阪Osaka Station City三越伊勢丹（2011年5月4日〜2015年4月1日）
  - 八王子店（東京都八王子市）
  - 高崎（籐五）伊勢丹（群馬縣高崎市）
  - 岩田屋伊勢丹（熊本縣熊本市）
- 中國大陸

- - 濟南伊勢丹（中國・濟南）

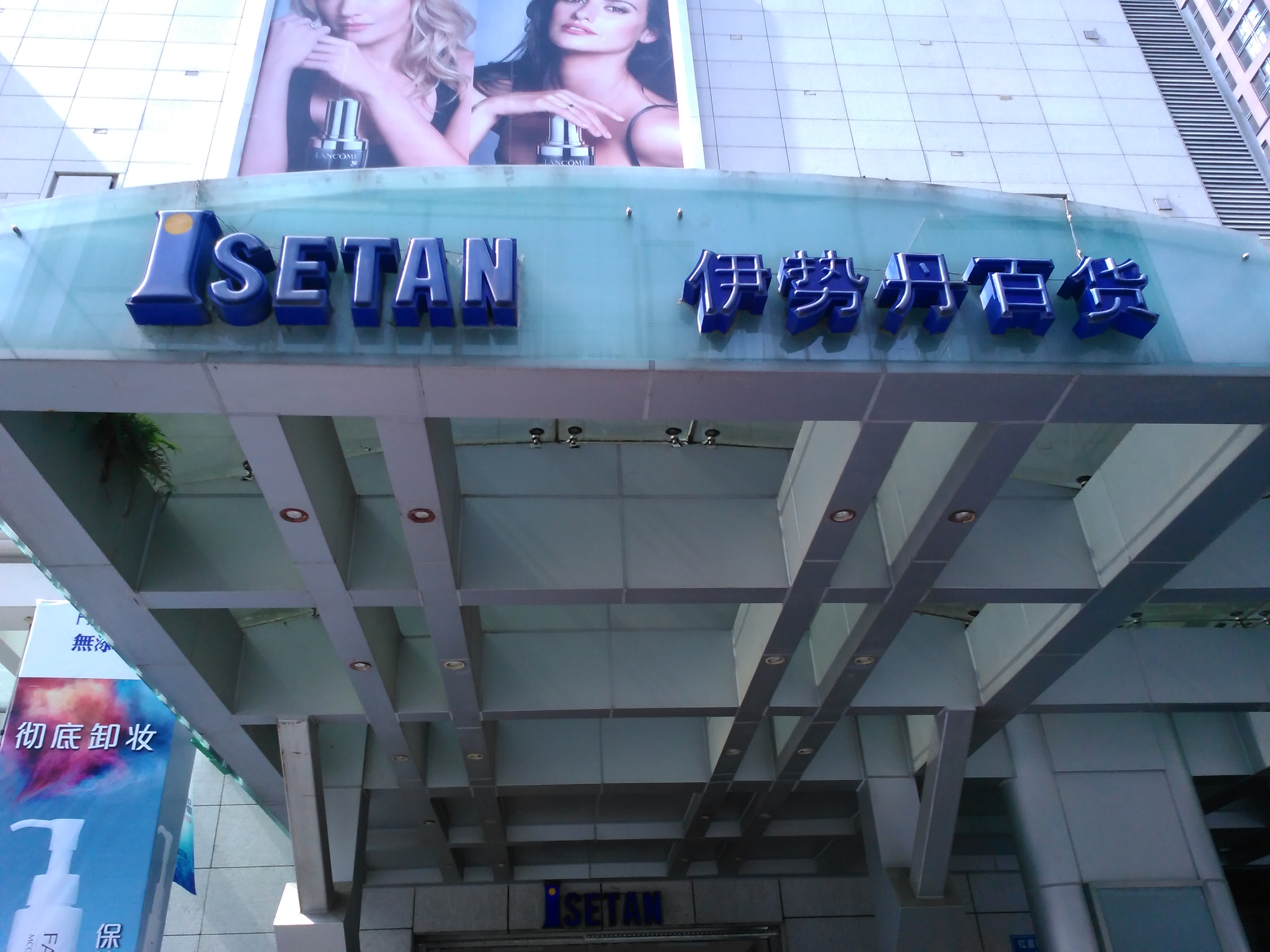
成都伊勢丹春熙路店

  - 上海华亭伊势丹（中国・上海），中國大陸首家伊勢丹門店，1993年開業，2008年结业。[7]
  - 上海伊勢丹梅龙镇廣場（West Gate Mall）[8]因租约到期将于2024年6月30日关闭[9]。
  - 沈阳伊势丹（中国・沈阳），2013年6月1日停止营业。
  - 成都伊勢丹春熙路店[10]，2022年12月31日终止营业[11]
  - 成都伊勢丹高新店，2022年12月31日终止营业[11]
  - 天津伊势丹（吉利大厦店），1994年开业，后因扩建需要于2006年搬迁至现代城店继续营业。[12]
  - 天津伊势丹（现代城店），又名南京路店，曾经是伊势丹全体门店中营业额排名仅次于新宿本店的第二大门店，因租约到期于2024年4月14日终止营业[13]，原址由房东收回后更名“国金汇”继续经营并保留部分品牌。
  - 天津濱海新區伊勢丹，2024年4月27日因店铺租约到期及店铺经营原因结业[14]，原址由泰达MSD建设管理单位天津泰达发展有限公司收回运营。
- 香港
  - 香港尖沙咀店
  - 香港香港仔中心店（1987年1月開業，原址為吉利市），1996年因香港地產價格上升而關閉。[15]
  - 香港伊勢丹
- 台灣
  - 台灣高雄大立伊勢丹（台灣・高雄），2008年3月31日結束合作。
- 亞洲其他地區
  - 新加坡伊勢丹Havelock店
  - 新加坡伊勢丹百汇广场（英语：Parkway Parade）
  - 新加坡伊勢丹Jem广场（英语：Jem, Singapore）
  - 马来西亚吉隆坡伊勢丹・鳳凰廣場店
  - 马来西亚雪蘭莪伊勢丹萬達廣場（1 Utama）（2022年4月5日关闭）[16]
  - 曼谷伊勢丹中央世界商业中心（CentralWorld Plaza），1992年4月8日開業，2020年8月31日閉店。[17]
- 歐洲
  - 巴塞隆拿伊勢丹（西班牙・巴塞隆拿），1993年8月關閉。
  - 倫敦伊勢丹（英國・倫敦）
  - 維也納伊勢丹（奧地利・維也納）

## 外部連結
- 伊勢丹的主頁（页面存档备份，存于）
- 新宿伊勢丹百貨（页面存档备份，存于）
- 伊勢丹 ［伊势丹］